# Guglielmo Gabetto
Guglielmo Gabetto (Turim, 24 de Fevereiro de 1916 –– Superga, 4 de Maio de 1949) foi um futebolista italiano que atuava como atacante.
Gabetto, juntamente com os goleiros Alfredo Bodoira e Staccione Eugene, foi o único jogador a ter conquistado um campeonato italiano com os rivais Juventus e Torino. Morreu tragicamente no acidente aéreo em Superga, após a colisão do avião com uma igreja.

## Carreira
Nascido na famosa Turim, foi um dos poucos a terem atuado nos dois principais clubes da cidade e, juntamente com os goleiros Alfredo Bodoira e Staccione Eugene, foi o único jogador a ter conquistado um campeonato italiano com ambos. Além disso, ficou conhecido por ambas passagens, tendo marcado mais de cem gols nos dois rivais.
Sua carreira começou nos bianconero, com apenas dezoito anos. Logo de cara, mesmo tendo disputado apenas seis partidas no nacional, foi campeão. Mais um título viria três temporadas depois, o da Copa da Itália. Com seus dribles mágicos, habilidade como poucos jogadores, e com sua roupa sempre limpa, óleo no cabelo, acabou ganhando nessa época o apelido de Baron.
Logo, com seu futebol acima da média, acabou acertando com o outro clube da cidade, o rival Torino, que pagou na época o alto valor de trezentos e trinta mil libras. Ainda nesse mesmo ano, o Toro trouxe seus companheiros Felice Borel e Alfredo Bodoira. De cara, acabou sendo alcunhado de "Santa Rita do Gol", por sua facilidade de marcar.
Em sua primeira temporada, apesar do seu bom desempenho, não conseguiu conquistar nenhum título. Mas na segunda temporada, com as contratações de Ezio Loik e Valentino Mazzola, conseguiu demonstrar ainda mais sua capacidade com a bola e, ao final da temporada, conquistou os dois títulos nacionais (campeonato e copa). Essa equipe mais tarde seria chamada de Grande Torino.
Após essa conquista, acabou sendo convocado para a guerra, porém, continuou atuando pelo Torino. Conquistou mais três títulos após esse período na guerra e, perto de conquistar o tetracampeonato, em 1949, que estava quase garantido quando ocorreu, em maio, a tragédia de Superga: após um amistoso contra o Benfica, de Portugal, Gabetto e todo o grande time do Torino, além de dirigentes e jornalistas, morreram quando o avião em que viajavam chocou-se contra a basílica de Superga.
Antes da tragédia, Gabetto havia defendido a seleção da Itália durante seis oportunidades, marcando cinco vezes e, era um nome praticamente certo na lista de convocados para a Copa do Mundo de 1950, apesar de não ter disputado os dois amistosos disputados pela seleção em 1949. A base da seleção na época era o time do Torino, sendo dos dezoito mortos, nove convocados regularmente para a seleção, além de um francês e um tcheco, que também eram convocados constantemente para suas seleções.

## Estatísticas

### Clubes
| Equipe            | Temporada         | Campeonato nacional | Campeonato nacional | Copa nacional | Copa nacional | Competições continentais | Competições continentais | Total | Total |
| Equipe            | Temporada         | Jogos               | Gols                | Jogos         | Gols          | Jogos                    | Gols                     | Jogos | Gols  |
| ----------------- | ----------------- | ------------------- | ------------------- | ------------- | ------------- | ------------------------ | ------------------------ | ----- | ----- |
| Juventus          | 1934–35           | 6                   | 0                   | —             | —             | 7                        | 1                        | 13    | 1     |
| Juventus          | 1935–36           | 22                  | 20                  | 3             | 2             | —                        | —                        | 25    | 22    |
| Juventus          | 1936–37           | 30                  | 18                  | 1             | 0             | —                        | —                        | 31    | 18    |
| Juventus          | 1937–38           | 22                  | 9                   | 3             | 2             | 5                        | 4                        | 30    | 15    |
| Juventus          | 1938–39           | 27                  | 10                  | 2             | 3             | —                        | —                        | 29    | 13    |
| Juventus          | 1939–40           | 29                  | 13                  | 4             | 3             | —                        | —                        | 33    | 15    |
| Juventus          | 1940–41           | 28                  | 16                  | 2             | 2             | —                        | —                        | 30    | 18    |
| Juventus          | Total             | 164                 | 86                  | 15            | 12            | 12                       | 5                        | 191   | 102   |
| Torino            | 1941–42           | 27                  | 16                  | 1             | 1             | —                        | —                        | 28    | 17    |
| Torino            | 1942–43           | 26                  | 14                  | 5             | 4             | —                        | —                        | 31    | 18    |
| Torino            | 1944              | 26                  | 20                  | —             | —             | —                        | —                        | 26    | 20    |
| Torino            | 1945–46           | 35                  | 22                  | —             | —             | —                        | —                        | 35    | 22    |
| Torino            | 1946–47           | 35                  | 19                  | —             | —             | —                        | —                        | 35    | 19    |
| Torino            | 1947–48           | 36                  | 23                  | —             | —             | —                        | —                        | 36    | 23    |
| Torino            | 1948–49           | 34                  | 8                   | —             | —             | —                        | —                        | 34    | 8     |
| Torino            | Total             | 219                 | 122                 | 6             | 5             | —                        | —                        | 225   | 127   |
| Total na carreira | Total na carreira | 383                 | 208                 | 21            | 17            | 12                       | 5                        | 416   | 231   |

## Títulos
Juventus
- Serie A: 1934–35
- Coppa Italia: 1937–38

Torino
- Serie A: 1942–43, 1945–46, 1946–47, 1947–48, 1948–49
- Coppa Italia: 1942–43